# 华南吕宋舌蕨
华南吕宋舌蕨（学名：Elaphoglossum luzonicum var. mcclurei），也称琼崖舌蕨，为鳞毛蕨科舌蕨属吕宋舌蕨的一个变种。